# Stridsvagn 103
Stridsvagn 103 (abreviat Strv 103), cunoscut și sub denumirea de Tancul S, a fost un tanc suedez dezvoltat după sfârșitul celui de-al Doilea Război Mondial. Era cunoscut pentru designul său neconvențional, având un tun fix care era orientat spre țintă prin folosirea șenilelor și prin ajustarea suspensiei șasiului. Tancul S a fost dezvoltat în anii 1950 și a fost primul tanc din lume care a folosit un motor de tip turbină cu gaze. Rezultatul a fost un vehicul blindat ușor de mascat pe câmpul de luptă, axat pe defensivă și protecția echipajului. Tancurile S au reprezentat o mare parte a vehiculelor blindate de luptă suedeze din anii 1960 până la începutul anilor 1990, dar au fost retrase din uz în favoarea tancului german Leopard 2.